# Església parroquial de Sant Agustí d'Alfara de la Baronia
L'església parroquial de Sant Agustí és un temple catòlic d'estil neoclàssic ubicat a la localitat d'Alfara de la Baronia, a la comarca valenciana del camp de Morvedre. S'alça a la plaça homònima i té la consideràció de Bé de Rellevància Local, amb el número 46.12.024-001.

## Història
La parròquia es va fundar l'any 1564 sota la invocació de Sant Agustí Bisbe, patró de la vila. La datació documentada comença a partir de l'any 1593, quan es té constància de la torre.
Entre 1799 i 1816 es va dur a terme una ampliació a càrrec del veïnat, amb un projecte redactat per Vicent Cebrián, i aprovat per la Reial Acadèmia de Belles Arts de Sant Carles, que li confereix el seu aspecte actual. D'aquesta reforma data el conjunt pictòric del pintor Joaquim Oliet.